# Championnat d'Afrique féminin de basket-ball 1990
Navigation
Mozambique 1986 Sénégal 1993
Le championnat d'Afrique féminin de basket-ball de la FIBA 1990 est le 11e championnat FIBA Afrique pour les femmes, placé sous l’égide de la FIBA, instance mondiale régissant le basket-ball.
Le tournoi est organisé par la Tunisie du 17 au 24 mars 1990 à Tunis. Il est remporté par le Sénégal qui bat le Zaïre en finale.

## Compétition

### Premier tour

#### Groupe A
| Groupe A |               |     |   |   |   |     |     |      |
|          | Équipe        | Pts | J | G | P | PP  | PC  | Diff |
| 1        | Tunisie       | 6   | 3 | 3 | 0 | 276 | 207 | +69  |
| 2        | Mozambique    | 5   | 3 | 2 | 1 | 236 | 178 | +58  |
| 3        | Côte d'Ivoire | 4   | 3 | 1 | 2 | 211 | 225 | −14  |
| 4        | Algérie       | 3   | 3 | 0 | 3 | 169 | 282 | −113 |

#### Groupe B
| Groupe B |         |     |   |   |   |     |     |      |
|          | Équipe  | Pts | J | G | P | PP  | PC  | Diff |
| 1        | Zaïre   | 6   | 3 | 3 | 0 | 215 | 152 | +63  |
| 2        | Sénégal | 5   | 3 | 2 | 1 | 186 | 167 | +19  |
| 3        | Angola  | 4   | 3 | 1 | 2 | 175 | 171 | +4   |
| 4        | Égypte  | 3   | 3 | 0 | 3 | 137 | 223 | -86  |

### Tour final
|  | Demi-finales | Demi-finales | Demi-finales | Demi-finales |                               |         | Finale  | Finale  | Finale  | Finale  |
|  |              |              |              |              |                               |         |         |         |         |         |
|  | 22 mars      | 22 mars      | 22 mars      | 22 mars      |                               |         | 24 mars | 24 mars | 24 mars | 24 mars |
|  | Sénégal      | Sénégal      | 89           | 89           |                               |         | 24 mars | 24 mars | 24 mars | 24 mars |
|  | Sénégal      | Sénégal      | 89           | 89           |                               |         | 24 mars | 24 mars | 24 mars | 24 mars |
|  | Tunisie      | Tunisie      | 65           | 65           |                               |         | 24 mars | 24 mars | 24 mars | 24 mars |
|  | Tunisie      | Tunisie      | 65           | 65           | Sénégal                       | Sénégal | 70      | 70      |         |         |
|  | 22 mars      |              |              |              | Sénégal                       | Sénégal | 70      | 70      |         |         |
|  |              |              | Zaïre        | Zaïre        | 68                            | 68      |         |         |         |         |
|  | Zaïre        | Zaïre        | Zaïre        | Zaïre        | 68                            | 68      | 91      | 91      |         |         |
|  | Zaïre        | Zaïre        |              |              |                               |         |         | 91      |         |         |
|  | Mozambique   | Mozambique   | 59           | 59           |                               |         |         |         |         |         |
|  | Mozambique   | Mozambique   | 59           | 59           | Match pour la troisième place |         |         |         |         |         |
|  |              |              |              |              |                               |         |         |         |         |         |
|  | 24 mars      |              |              |              |                               |         |         |         |         |         |
|  | Mozambique   | Mozambique   | 86           | 86           |                               |         |         |         |         |         |
|  | Mozambique   | Mozambique   | 86           | 86           |                               |         |         |         |         |         |
|  | Tunisie      | Tunisie      | 75           | 75           |                               |         |         |         |         |         |
|  | Tunisie      | Tunisie      | 75           | 75           |                               |         |         |         |         |         |

## Classement final
| Place                       | Équipes       | V-D |
| --------------------------- | ------------- | --- |
| Médaille d'or, Afrique      | Sénégal       | 4-1 |
| Médaille d'argent, Afrique  | Zaïre         | 4-1 |
| Médaille de bronze, Afrique | Mozambique    | 3-2 |
| 4                           | Tunisie       | 3-2 |
| 5                           | Angola        | 2-2 |
| 6                           | Côte d'Ivoire | 1-3 |
| 7                           | Égypte        | 1-3 |
| 8                           | Algérie       | 0-4 |

## Effectifs
Les joueuses suivantes ont participé au championnat d'Afrique :
- Zaïre : Philomène Bompoko Lomboto[1].